# Shorea montigena
Espèce
Classification phylogénétique
Statut de conservation UICN

 CR A1cd : 
En danger critique
Shorea montigena est une espèce de plantes à fleurs de la famille des Dipterocarpaceae.

## Description et répartition
C'est un arbre tropical endémique en Indonésie.